# Diatermia

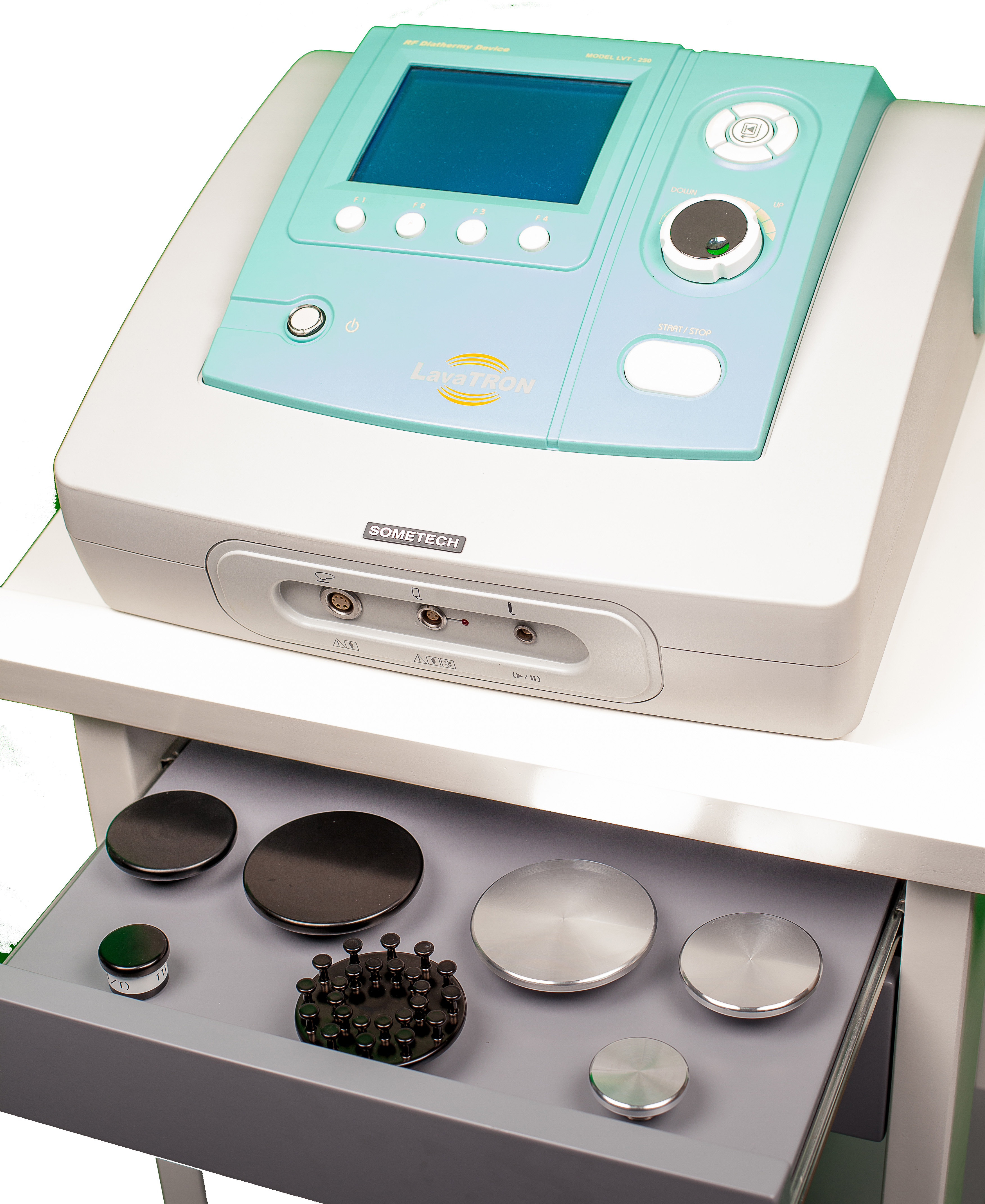
Equipo de BIODIATERMIA con radiofrecuencia

En medicina, la  diatermia  consiste el calentamiento local de  tejidos en una zona del  cuerpo bajo la influencia de un fuerte campo eléctrico o bien  magnético.

## Historia
Esta técnica fue introducida en España en 1910 por el Dr. Celedonio Calatayud, que a su vez fue el primero en utilizarla en terapéutica ginecológica, lo que supuso un gran avance a nivel internacional.

## Fisioterapia
La diatermia terapéutica utilizada en rehabilitación utiliza campos magnéticos o eléctricos de una frecuencia de 0.3 a 1 MHz con una potencia de algunos cientos de vatios, lo que contribuye a la relajación de los músculos y alivia la sensación de dolor. El calor que se produce incrementa el flujo sanguíneo y se puede utilizar en el tratamiento de los dolores profundos de las enfermedades reumáticas y artríticas. En esta categoría, hay dos tipos de diatermia:
- Diatermia capacitiva - se utiliza para calentar, a nivel superficial, principalmente la piel y la grasa. Usa el campo eléctrico producido entre dos placas aisladas.
- Diatermia inductiva - para calentar utiliza un campo magnético que penetra profundamente en el cuerpo, resultando unas  corrientes parásitas que calientan los músculos. Usa el efecto inductivo de la corriente circulando por un conductor arrollado.

Según la frecuencia y el origen de la fuente (electromagnético o mecánico) se habla de:
- Diatermia ultrasónica
- Diatermia por onda corta
- Diatermia por microondas[4]
- Diatermia por radiofrecuencia. Esta modalidad se ha popularizado en los últimos años como Tecarterapia o Hipertermia de contacto.

## Cirugía
En cirugía, la  diatermia  consiste en la producción de calor en una zona del cuerpo mediante una corriente eléctrica de alta frecuencia que pasa entre dos electrodos dispuestos a cierta distancia de la piel del paciente. El principio de la diatermia puede aplicarse a diversos instrumentos quirúrgicos; el bisturí diatérmico, por ejemplo, se utiliza para coagular tejidos. El propio bisturí es un electrodo y el otro es una placa humedecida aplicada en otra zona del cuerpo del paciente. Al utilizar el bisturí la sangre se coagula y los pequeños vasos se obstruyen, pudiéndose efectuar incisiones que prácticamente no sangran. Asas y agujas diatérmicas pueden usarse para destruir tejidos innecesarios (electrocauterio).
no es recomendado en embarazo ni lactancia

## Precauciones
- La diatermia de onda corta y microondas no se puede realizar en pacientes con estimulación cardiaca (marcapasos) o en una implantación desfibrilador si no se tiene cuidado.
- En el caso de un paciente con neuroestimulador implantado, la aplicación de diatermia está estrictamente prohibida.